# Готурдепе — Челекен
Готурдепе — Челекен — газопровід, споруджений для подачі ресурсу на Челекенський сажевий завод.
Трубопровід, що став до ладу в 1965 році, спорудили в межах проекту утилізації попутного нафтового газу, значні обсяги якого отримували при розробці родовища Готурдепе. Лінію до Челекенського сажевого заводу виконали в діаметрі 720 мм. Її довжина склала 55 км, при цьому траса була не прямою, а робила великий вигин на південь щоб обійти бархани з крутими схилами заввишки до 40 метрів. Враховуючи високий рівень грунтових вод, 31 км траси був укладений у захисну дамбу.
Можливо також відзначити, то у 1960-х видачу продукції з Готурдепе також організували по газопроводу до Красноводська.